# Kościół św. Zygmunta i św. Marii Magdaleny w Wawrzeńczycach

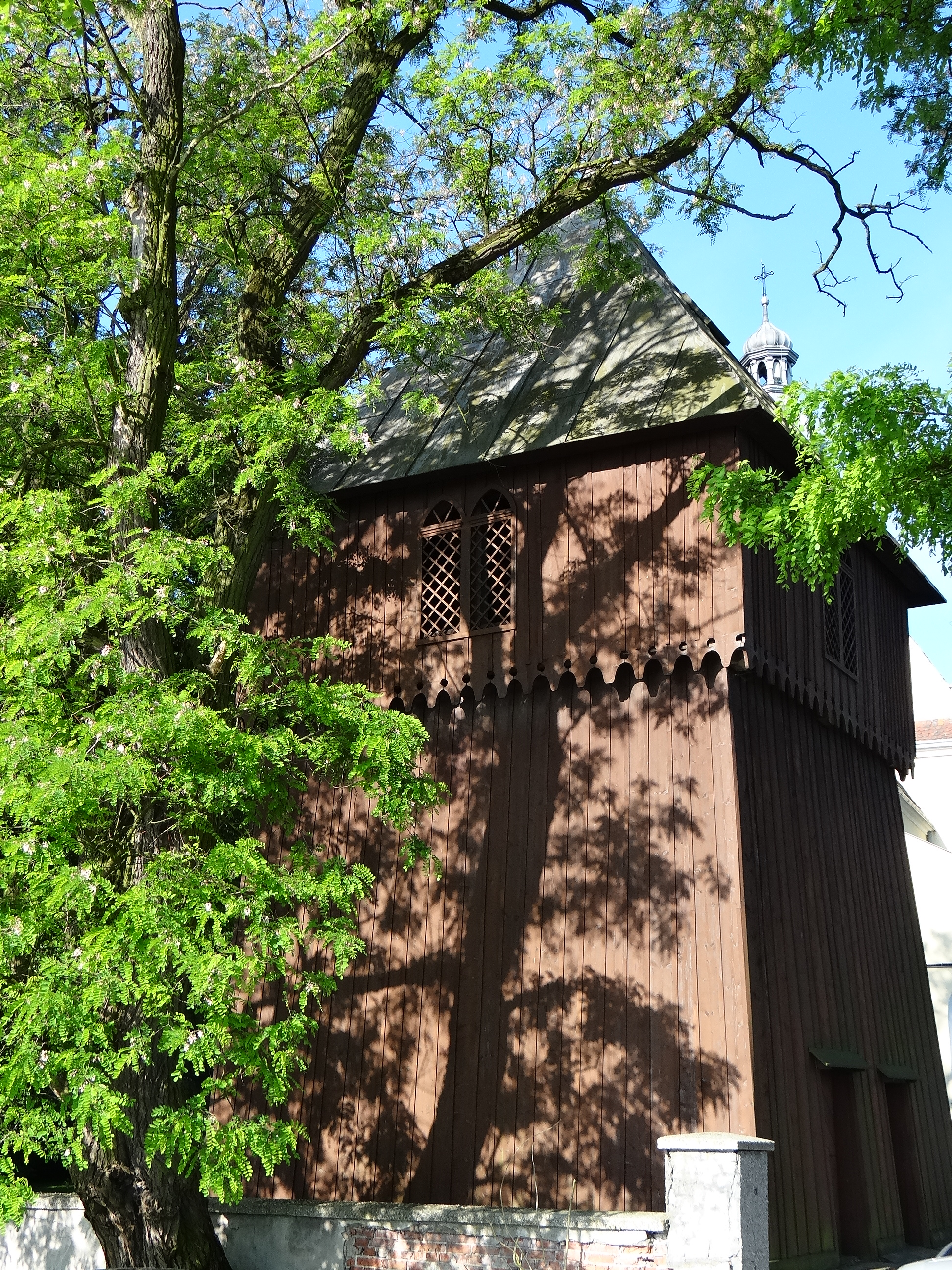
Dzwonnica

Kościół pw. św. Zygmunta i św. Marii Magdaleny w Wawrzeńczycach – rzymskokatolicki kościół parafialny, znajdujący się w miejscowości Wawrzeńczyce, w gminie Igołomia-Wawrzeńczyce, w powiecie krakowskim.
Kościół wybudowany w 1223 i drewniana dzwonnica z 1872 roku, został wpisany do rejestru zabytków nieruchomych województwa małopolskiego.

## Historia
W 1223 roku z fundacji bp. Iwona Odrowąża wybudowano pierwszy murowany kościół, obecne prezbiterium. 8 kwietnia 1667 roku w kościele wybuchł pożar .

## Architektura
Najstarszą częścią budowli jest ceglane, prostokątne, dwuprzęsłowe, orientowane prezbiterium z 1223 roku. Część murów z zachowanym wątkiem wendyjskim.
W XV i na przełomie XV i XVI wieku prezbiterium przekryto sklepieniem krzyżowo-żebrowym i dobudowano jednonawowy korpus, przekryty stropem.
W 1741 roku, po stronie północnej dobudowano prostokątną, barokową kaplicę. Ścianę szczytową fasady frontowej i szczyt prezbiterium, odbudowano w 1917 roku, po zniszczeniach wojennych. Na ścianie szczytowej prezbiterium, cegła ułożona w jodełkę(zobacz).
Po stronie południowej, w latach 1919–1932 dobudowano, na planie półkola, modernistyczną, kaplicę z obejściem(zobacz). Autorem projektu był architekt, Bohdan Treter (1886–1945). Barokowa wieżyczka na sygnaturkę, osadzona została na styku dwóch połaci. .

## Wystrój i wyposażenie
- ołtarz główny barokowy, przerobiony w 1877 roku, a w nim kurdyban z różnokolorowymi deseniami o motywach roślinnych;
- pięć ołtarzy bocznych z późnobarokowymi obrazami;
- portal w formie trójliścia ściętego;
- lawaterz kamienny z odpływem wody na zewnątrz;
- łuk tęczowy i okna ze sklepieniem ostrołukowym;
- polichromia w nawie głównej, autorstwa Wacława Taraczewskiego z 1955 roku;
- polichromia w prezbiterium autorstwa Pawła i Aleksandra Mitka z 1988 roku;
- epitafia:
  - 1793 – Marcjany z Romerów, voto Goaryskiej, noto Kowalskiej i jej synowej z Bukowskich Tomaszowj Gorayskiej;
  - 1789 – ks. Jakuba Śmigalskiego;
- monstrancja wczesnobarokowa, ze stopą z 1700 roku;
- dwa kielichy: z 1646 roku i późnobarokowy;
- portal ostrołukowy, profilowany i fazowany z późnogotycką tarczą z herbem Nieczuja;
- nad portalem kruchty herb Korab i insygnia bpa Jakuba Zadzika, pochodzące podobno z dawnej bramy przejazdowej, obok katedry w Kielcach[3] .

### Dzwonnica
Drewniana wolno stojąca dzwonnica, o konstrukcji słupowo-ryglowej, pochodzi z 1872 roku.
Dzwony pochodzą z XVII i XVIII wieku.

### Otoczenie
Na cmentarzu parafialnym w 1828 roku wybudowano, na planie elipsy, kaplice grobową.
Plebanię(zobacz) pochodzi z  lat 1922–1923 .